# Empogona ovalifolia
Empogona ovalifolia är en måreväxtart som först beskrevs av William Philip Hiern, och fick sitt nu gällande namn av James Tosh och Elmar Robbrecht. Empogona ovalifolia ingår i släktet Empogona och familjen måreväxter.

## Underarter
Arten delas in i följande underarter:
- E. o. glabrata
- E. o. ovalifolia
- E. o. taylorii